# Бурчак, Олег Михайлович
Олег Михайлович Бурчак (21 апреля 1962, Киев, Украинская ССР, СССР) — советский и украинский футболист, выступал на позиции полузащитника. Провёл более 380 официальных матчей в составе различных команд.

## Биография
Воспитанник СДЮШОР «Динамо» (Киев), первый тренер — В. Яценко. Взрослую футбольную карьеру начал в клубе «Торпедо» (Волжский), цвета которого защищал до 1986 года. За это время во Второй лиги СССР сыграл 132 матча и отметился восемью голами. По ходу сезона 1986 перешел в черновицкую «Буковину», цвета которой защищал до конца сезона 1990 года. В футболке черновицкого клуба сыграл 204 матча и отметился 12 голами.
В следующем сезоне выступал за «Ладу» (Черновцы). В 1992 году в составе «Газовика» стал участником первого розыгрыша Переходной лиги Украины, где сыграл 11 матчей. По ходу сезона вернулся в черновицкую «Ладу», в которой выступал в любительском чемпионате Украины.
В сезонах 1992/93 и 1993/94 годах выступал в молдавском клубе «Нистру» (Атаки), в перерыве между выступлениями за молдавскую команду снова выступал в черновицкой «Ладе». Сезон 1994/95 годов начал в «Буковине», также часть сезона провел в «Ладе», которая выступала в Третьей лиге Украины (10 матчей, 1 гол). С сезона 1995/96 и до 1998 года выступал в любительском чемпионате в составе: «Мебельщика» (Черновцы), ФК «Заставни» и «Колоса» (Лужаны).
Всего за «Буковину» провёл 213 матчей, во второй советской лиге сыграл 336 матчей, в первой и переходной украинской лиге (третья лига) — 30 матчей, а в Высшей лиге Молдовы провёл 18 матчей.

## Достижения
- Победитель Второй лиги СССР (1): 1990
- Победитель Чемпионата УССР (1): 1988
- Серебряный призёр чемпионата УССР (1): 1989
- Финалист Кубка Молдавии (1): 1994